# Hawa Aden Mohamed
Hawa Aden Mohamed (Somalia, 1949) (en somalí: Xawa Aden Maxamed, en árabe: حواء عدن محمد‎) es una activista social somalí. Es la fundadora y directora ejecutiva del Centro Educativo Galkayo para la Paz y el Desarrollo.

## Trayectoria
Apodada Hooyo Hawa ("Madre Hawa"). Tras el inicio de la guerra civil somalí, en 1991, se trasladó a Canadá.
Mohamed regresó a su país en 1995. Posteriormente desarrolló un programa educativo, trabajando para ayudar a mujeres y niñas que habían sido desplazadas durante el conflicto abogando también contra la mutilación genital femenina.
Es la fundadora y directora ejecutiva del Centro Educativo para la Paz y el Desarrollo de Galkayo (GECPD) en Galkayo. Establecido en 1999, el GECPD lleva a cabo iniciativas de desarrollo de sensibilización y capacitación educativa para mujeres y niñas en tres ciudades y cinco aldeas de la provincia de Mudug en Puntlandia. Sus áreas locales de operación incluyen Galkayo, Galdogob y Jariban, así como Beyra, Baacad Weyn, Bali busle, Bur Sallah y Harfo.
Esta organización brinda educación primaria formal para niñas y educación de segunda oportunidad para niñas mayores, y atiende a un total de 781 niñas de entre 8 y 18 años. Además, ofrece servicios de ganchillo, teñido de tejidos, sastrería y otras prestaciones de capacitación, así como programas de desarrollo de capacidades, formación de docentes y sensibilización sobre gobernanza, derechos humanos, paz, mutilación genital femenina, democracia y cuestiones ambientales. También ofrece programas integrados de alfabetización de adultos para mujeres.
El GECPD está financiado a través de la comunidad somalí, inversores privados y organizaciones internacionales. Desde su creación, la organización se ha convertido en un centro completo de educación y recursos para mujeres y jóvenes. Su sede en Galkayo sirve como centro para organizaciones de mujeres, maestras, empresarias y profesionales, e incluye un centro de recursos, capacitación en habilidades, unidades de nutrición y computación, 38 aulas, una sala de conferencias con capacidad para 80 personas, áreas para plantar árboles y dos albergues e institutos de formación.

## Premios
Mohamed ha recibido varios premios por su trabajo con el GECPD y el activismo social en general. Entre ellos se encuentran el Premio Mujer del Año 1994 otorgado por la Dirección de Mujeres de Ontario, el Premio Voces de Coraje 2001 otorgado por la Comisión de Mujeres para Mujeres y Niños Refugiados, el Premio Niña Sobresaliente 2003 y el Premio Transparencia y Eficiencia otorgado por Novib en la Sociedad Civil Somalí, el premio Marie Claire Top Ten Women of the World de 2004, el premio Al Ummu Madrasaa de 2005, el undécimo premio anual Ginetta Sagan de 2005 de Amnistía Internacionaly el Premio Nansen para los Refugiados de 2012.